# Fortune Gordien
Fortune Gordien   (Spokane, 9 de setembre de 1922 - Fontana, 10 d'abril de 1990) va ser un atleta estatunidenc, especialista en el llançament de disc i de pes, que va competir durant les dècades de 1940 i 1950.
El 1948 va prendre part en els Jocs Olímpics d'Estiu de Londres, on va guanyar la medalla de bronze n la prova del llançament de disc del programa d'atletisme. Quatre anys més tard, als Jocs de Hèlsinki, fou quart en la mateixa prova. El 1956, a Melbourne, disputà els seus tercers, i darrers, Jocs Olímpics. En ells guanyà la medalla de plata en la prova del llançament de disc.
En el seu palmarès també destaquen dues medalles als Jocs Panamericans de 1955, d'or en el llançament de disc i de plata en el de pes. També va guanyar sis títols de l'AAU i tres de la NCAA. Durant la seva carrera esportiva va millorar en quatre ocasions el rècord del món de llançament de disc, fins a situar-lo en 59,28 metres el 1953. Aquest rècord es va mantenir fins al 1959, quan Edmund Piątkowski el situà en 59,91 metres.
Durant la dècada de 1950 va tenir alguns papers menors en pel·lícules i sèries de televisió, com ara The Cisco Kid (1950), Sinuhé, l'egipci (1954), Not for Hire (1959) i North to Alaska (1960).

## Millors marques
- Llançament de disc. 59,28 metres (1953)
- Llançament de pes. 16,51 metres (1947)[2]